# Mel Bochner
Mel Bochner (* 23. August 1940 in Pittsburgh, Pennsylvania; USA; † 12. Februar 2025 in New York City, USA) war ein US-amerikanischer Konzeptkünstler, Zeichner, Maler und Kunsttheoretiker. Mel Bochner gehörte zu den wichtigsten Protagonisten der US-amerikanischen Konzeptkunst.

## Leben und Werk
Mel Bochner studierte Malerei am Carnegie Institute of Technology in Pittsburgh und Philosophie an der Northwestern University in Evanston. Er bereiste ein Jahr Mexiko und die USA und lebt seit dem Jahr 1964 in New York City. Er unterrichtete an der School of Visual Arts in New York und zeitweilig an der Yale University. Er promovierte zum Doctor of Fine Arts an der School of Art der Carnegie Mellon University.
Bochners erste Ausstellung Working Drawings and Other Visible Things on Paper Not Necessarily Meant To Be Viewed as Art fand im Jahr 1966 in der Galerie der School of Visual Arts statt. Diese Ausstellung gilt zugleich als erste Ausstellung der Konzeptkunst-Bewegung. Bochner fotokopierte für diese Ausstellung die Entwurfszeichnungen, Skizzen, Notizen und anderes Material von befreundeten minimalistischen Künstlern einschließlich einer Rechnung über $ 3,051.16 von Donald Judd, sammelte die Exemplare in vier schwarzen Ordnern und zeigte sie auf vier Sockeln. Die Ausstellung wurde im Jahr 1998 im Drawing Center in New York wiederholt.
Ende der 1960er Jahre betrieb Bochner Philosophische Studien und beschäftigte sich mit den Schriften von Ludwig Wittgenstein. Auf dieser Basis experimentierte er mit der Sprache, zum Beispiel bei Theory of Boundarys (1969/1970), wo er Farbtafeln mit Satzfragmenten kombinierte und so den Kommunikations- und Zeichencharakter der Kunst aufzeigte. Mel Bochner strebte eine erkenntnistheoretische Auseinandersetzung mit der Kunst an. Er verband in seinen Arbeiten mathematisch-naturwissenschaftliche Konzepte mit seriellen, geometrischen Formen.
Im Jahr 1968 realisierte Bochner die ersten Arbeiten aus der Serie der Measurement Rooms, bei denen er die Ausstellungsräume exakt vermaß und die Maßangaben mit Klebebändern auf die Wände auftrug.
Mel Bochner war Teilnehmer der Documenta 5 in Kassel im Jahr 1972 in der Abteilung Licht + Licht/Idee und war auch auf der Documenta 6 (1977) mit Werken vertreten.
Bochner begann in den späten 1970er Jahren zu malen, diese Bilder variieren von grellen Arbeiten (bunte Worte als Bild) bis hin zu spröderen Werken, die an seine Pionierarbeit anknüpfen.
2008 wurde er mit der Aufnahme in die American Academy of Arts and Sciences geehrt.

## Ausstellungen
- 1996: Mel Bochner – Sichtbar gemachtes Denken 1966-1973, Städtische Galerie im Lenbachhaus und Kunstbau, München[3]